# Coupe d'Asie de l'Est de football 2010
Navigation
Chine 2008 Corée du Sud 2013
La Coupe d'Asie de l'Est de football 2010 est la 4e édition de la compétition de football opposant les équipes des pays et territoires situés en Asie de l'Est. Elle est organisée par la Fédération de football d'Asie de l'Est (EAFF).
Comme pour les éditions précédentes, les équipes nationales de Chine, de Corée du Sud et du Japon sont automatiquement qualifiées pour la phase finale. 
Le premier tour voit s'affronter Macao, la Mongolie, Guam et les Îles Mariannes du Nord. Le vainqueur de ce premier tour rejoint Hong Kong, Taïwan et la Corée du Nord au deuxième tour dont le vainqueur obtient son billet pour la phase finale à 4, organisée cette année au Japon. La phase finale est disputée dans un championnat à quatre, chaque équipe affrontant une seule fois les trois autres. L'équipe qui a le plus de points au classement remporte le trophée.
C'est la Chine qui remporte la compétition, c'est le deuxième titre après celui gagné en 2005.

## Équipes participantes
| - Engagées au premier tour : - Guam (Pays organisateur) - Îles Mariannes du Nord - Mongolie - Macao - Entrent au deuxième tour : - Hong Kong - Corée du Nord - Taipei chinois (Pays organisateur) - Entrent directement en phase finale : - Corée du Sud - Japon (Pays organisateur) - Chine |

## Premier tour
Les 4 sélections participant au premier tour de qualification sont regroupées au sein d'un groupe où chacun joue une fois contre tous ses adversaires. Le premier tour est disputé à Yona, sur l'île de Guam.
La 1ère journée commence bien pour Guam, et commence très bien pour Macao. Guam bat de son côté 1-0 la Mongolie, et Macao n'a aucune pitié envers les Îles Mariannes du Nord en les battant 6-1. Pour la 2ème journée, Macao affronte la Mongolie et Guam affronte les Îles Mariannes du Nord. La Mongolie s'impose 2-1 face à Macao. Guam s'impose pour une 2ème fois face aux Îles Mariannes du Nord. Les Îles Mariannes du Nord n'ont plus de chance de se qualifier. Pour la dernière journée, la Mongolie espère une défaite de Guam face à Macao, qui pourrait lui donner la chance d'une qualification pour le second tour. Mais Guam et Macao ne se séparent que sur un match nul 2-2 pendant que la Mongolie s'impose 4-1 face aux Îles Mariannes du Nord. Guam réussit à se qualifier avec 7 points. La Mongolie est 2ème avec 6 points, Macao 3ème avec 4 points et les Îles Mariannes du Nord avec 0 points.
|   | Équipe                 | Pts | J | G | N | P | BP | BC | Diff |
| - | ---------------------- | --- | - | - | - | - | -- | -- | ---- |
| 1 | Guam                   | 7   | 3 | 2 | 1 | 0 | 5  | 3  | +2   |
| 2 | Mongolie               | 6   | 3 | 2 | 0 | 1 | 6  | 3  | +3   |
| 3 | Macao                  | 4   | 3 | 1 | 1 | 1 | 9  | 5  | +4   |
| 3 | Îles Mariannes du Nord | 0   | 3 | 0 | 0 | 3 | 3  | 12 | -9   |

| 11 mars | Macao    | 6 | 1 | Îles Mariannes du Nord |
|         | Guam     | 1 | 0 | Mongolie               |
| 13 mars | Mongolie | 2 | 1 | Macao                  |
|         | Guam     | 2 | 1 | Îles Mariannes du Nord |
| 15 mars | Mongolie | 4 | 1 | Îles Mariannes du Nord |
|         | Guam     | 2 | 2 | Macao                  |

- Guam se qualifie pour le deuxième tour.

## Deuxième tour
Guam rejoint les 3 équipes qualifiées d'office pour le deuxième tour, Taïwan, Hong Kong et la Corée du Nord. Les 4 sélections sont regroupées au sein d'un groupe où chacun joue une fois contre tous ses adversaires. Le deuxième tour est disputé à Kaohsiung, sur l'île de Taïwan.
Première journée de match favorable pour la Corée du Nord et Hong Kong. La Corée du Nord bat Guam en l'atomisant 9-2. Hong Kong, de son côté, bat Taïwan 4-0. La deuxième journée  s'annonce meilleure pour Taïwan qui enlèvera Guam des chances de qualification en s'imposant 4-2. Guam est démolie. Pendant ce temps, Hong-Kongais et Nord-Coréens se terminent sur un match nul 0-0. Pour l'instant, la Corée du Nord est favorable à la différence de buts. Les Nord-Coréens peuvent se qualifier, tout comme Hong Kong et Taïwan. Pour la dernière journée, la Corée du Nord bat Taïwan 2-1. Mais Hong Kong atomise Guam sur le score de 12-0. Guam repart de la compétition avec un score catastrophique, 4 buts marqués pour 25 buts encaissés. Taïwan repart avec 3 points, en 3ème place. La Corée du Nord se fait devancer sur la différence de buts par Hong Kong et est disqualifiée aussi. Hong Kong, en 1ère position, se qualifie pour la phase finale.
|   | Équipe         | Pts | J | G | N | P | BP | BC | Diff |
| - | -------------- | --- | - | - | - | - | -- | -- | ---- |
| 1 | Hong Kong      | 7   | 3 | 2 | 1 | 0 | 16 | 0  | +16  |
| 2 | Corée du Nord  | 7   | 3 | 2 | 1 | 0 | 11 | 3  | +8   |
| 3 | Taipei chinois | 3   | 3 | 1 | 0 | 2 | 5  | 8  | -3   |
| 3 | Guam           | 0   | 3 | 0 | 0 | 3 | 4  | 25 | -21  |

| 23 août 2009 | Corée du Nord  | 9  | 2 | Guam           |
|              | Hong Kong      | 4  | 0 | Taipei chinois |
| 25 août 2009 | Hong Kong      | 0  | 0 | Corée du Nord  |
|              | Taipei chinois | 4  | 2 | Guam           |
| 27 août 2009 | Hong Kong      | 12 | 0 | Guam           |
|              | Corée du Nord  | 2  | 1 | Taipei chinois |

- Hong Kong se qualifie pour la phase finale.

## Phase finale
Hong-Kong rejoint les 3 équipes qualifiées d'office pour la phase finale, le Japon, la Chine et la Corée du Sud, tenante du titre. Les 4 sélections sont regroupées au sein d'un groupe où chacun joue une fois contre tous ses adversaires. La phase finale est disputée à Tokyo, au Japon.
La Corée du Sud commence la Coupe d'Asie de l'Est très bien en battant Hong Kong largement, sur le score de 5-0. Pendant ce temps, Chinois et Japonais se neutralisent 0-0. Pour la 2ème journée, les Chinois et les Japonais se "réveillent" en battant leurs adversaires respectifs, la Corée du Sud et Hong Kong, sur le score de 3-0. Dernière journée, Hong Kong s'incline pour la 3ème fois sur un score de 0-2 face à la Chine. Le Japon s'incline aussi, sur un score de 1-3 face à la Corée du Sud. Hong Kong est 4ème, le Japon est 3ème, la Corée du Sud est 2ème et la Chine remporte la Coupe pour la 2ème fois, comme la Corée du Sud.
|   | Équipe       | Pts | J | G | N | P | BP | BC | Diff |
| - | ------------ | --- | - | - | - | - | -- | -- | ---- |
| 1 | Chine        | 7   | 3 | 2 | 1 | 0 | 5  | 0  | +5   |
| 2 | Corée du Sud | 6   | 3 | 2 | 0 | 1 | 8  | 4  | +4   |
| 3 | Japon        | 4   | 3 | 1 | 1 | 1 | 4  | 3  | +1   |
| 4 | Hong Kong    | 0   | 3 | 0 | 0 | 3 | 0  | 10 | -10  |

| 6 février 2010  | Chine        | 0 | 0 | Japon        |
| 7 février 2010  | Corée du Sud | 5 | 0 | Hong Kong    |
| 10 février 2010 | Chine        | 3 | 0 | Corée du Sud |
| 11 février 2010 | Japon        | 3 | 0 | Hong Kong    |
| 14 février 2010 | Chine        | 2 | 0 | Hong Kong    |
|                 | Corée du Sud | 3 | 1 | Japon        |

| 6 février 2010 | Japon     | 0 - 0 | Chine | Ajinomoto Stadium, Tokyo                         |                                                  |
| 19:15          |           |       |       | Spectateurs : 25 964 Arbitrage : Stebre Delovski | Spectateurs : 25 964 Arbitrage : Stebre Delovski |
| 19:15          | (Rapport) |       |       | Spectateurs : 25 964 Arbitrage : Stebre Delovski | Spectateurs : 25 964 Arbitrage : Stebre Delovski |

| 7 février 2010 | Corée du Sud                                                                                     | 5 - 0 | Hong Kong | Stade Olympique, Tokyo                     |                                            |
| 19:15          | Kim Jung-woo 10e · Gu Ja-Cheol 24e · Lee Dong-Gook 32e · Lee Seung-Ryul 37e · No Byung-Jun 90+3e |       |           | Spectateurs : 2 728 Arbitrage : Ryuji Sato | Spectateurs : 2 728 Arbitrage : Ryuji Sato |
| 19:15          | (Rapport)                                                                                        |       |           | Spectateurs : 2 728 Arbitrage : Ryuji Sato | Spectateurs : 2 728 Arbitrage : Ryuji Sato |

| 10 février 2010 | Chine                                        | 3 - 0 | Corée du Sud | Ajinomoto Stadium, Tokyo                   |                                            |
| 19:15           | Yu Hai 5e · Gao Lin 27e · Deng Zhuoxiang 60e |       |              | Spectateurs : 3 629 Arbitrage : Ng Kai Lam | Spectateurs : 3 629 Arbitrage : Ng Kai Lam |
| 19:15           | (Rapport)                                    |       |              | Spectateurs : 3 629 Arbitrage : Ng Kai Lam | Spectateurs : 3 629 Arbitrage : Ng Kai Lam |

| 11 février 2010 | Japon                          | 3 - 0 | Hong Kong | Stade Olympique, Tokyo                      |                                             |
| 19:15           | Tamada 41e, 82e · M.Tanaka 65e |       |           | Spectateurs : 16 368 Arbitrage : Liang Zhao | Spectateurs : 16 368 Arbitrage : Liang Zhao |
| 19:15           | (Rapport)                      |       |           | Spectateurs : 16 368 Arbitrage : Liang Zhao | Spectateurs : 16 368 Arbitrage : Liang Zhao |

| 14 février 2010 | Chine                 | 2 - 0 | Hong Kong | Stade Olympique, Tokyo                          |                                                 |
| 16:30           | Qu Bo 44e, 74e (pen.) |       |           | Spectateurs : 16 439 Arbitrage : Kim Jong-Hyeok | Spectateurs : 16 439 Arbitrage : Kim Jong-Hyeok |
| 16:30           | (Rapport)             |       |           | Spectateurs : 16 439 Arbitrage : Kim Jong-Hyeok | Spectateurs : 16 439 Arbitrage : Kim Jong-Hyeok |

| 14 février 2010 | Corée du Sud                                                     | 3 - 1 | Japon          | Stade Olympique, Tokyo                           |                                                  |
| 19:15           | Lee Dong-Gook 33e (pen.) · Lee Seung-Ryul 39e · Kim Jae-Sung 70e |       | Endo 23e (pem) | Spectateurs : 42 961 Arbitrage : Stebre Delovski | Spectateurs : 42 961 Arbitrage : Stebre Delovski |
| 19:15           | (Rapport)                                                        |       |                | Spectateurs : 42 961 Arbitrage : Stebre Delovski | Spectateurs : 42 961 Arbitrage : Stebre Delovski |

| Coupe d'Asie de l'Est 2010 Vainqueur Chine 2e titre |